# Абдулрахман Гаріб
Абдулрахман Абдулла Гаріб (араб. عبد الرحمن عبد الله غريب, нар. 31 березня 1997) — саудівський футболіст, нападник клубу «Аль-Наср» (Ер-Ріяд).
Виступав, зокрема, за клуб «Аль-Аглі», а також національну збірну Саудівської Аравії.

## Клубна кар'єра
Народився 31 березня 1997 року. Вихованець футбольної школи клубу «Аль-Аглі». Дорослу футбольну кар'єру розпочав 2018 року в основній команді того ж клубу, в якій провів чотири сезони, взявши участь у 93 матчах чемпіонату. Більшість часу, проведеного у складі джиддського «Аль-Аглі», був основним гравцем атакувальної ланки команди.
До складу клубу «Аль-Наср» (Ер-Ріяд) приєднався у серпні 2022 року. У 2023 році виграв з командою арабську Ліга чемпіонів. Станом на 31 грудня 2022 року відіграв за саудівську команду 45 матчів в національному чемпіонаті. 

## Виступи за збірні
2016 року у складі юнацької збірної Саудівської Аравії (U-19) був учасником юнацького (U-19) кубка Азії, взявши участь у 3 іграх, відзначившись одним забитим голом у матчі групового етупапу проти Таїланду (4:0).
У 2017–2021 роках залучався до складу збірної Саудівської Аравії до 23 років. У її складі 2018 року він взяв участь як в Азійських іграх, 2020 року у молодіжному чемпіонаті Азії, а наступного року і на Олімпійських іграх. Всього за цю команду зіграв у 16 офіційних матчах, забив 3 голи.
12 жовтня 2018 року дебютував в офіційних матчах у складі національної збірної Саудівської Аравії в товариському матчі проти Бразилії (2:0), вийшовши на заміну замість Гусейна Аль-Мугаві на 90+2 хвилині. 
Згодом у складі збірної був учасником Кубка Азії 2019 року в ОАЕ та Кубка Азії 2023 року в Катарі.

## Досягнення
- Володар Кубка арабських чемпіонів: 2023

### Індивідуальний
- Гравець місяця Професіональної ліги Саудівської Аравії: жовтень 2021[4]
- Найкращий молодий гравець Професіональної ліги Саудівської Аравії: лютий 2021[5]

| Дата       | Місто             | Господарі         | Результат | Гості             | Турнір                       | Голи | Примітки |
| ---------- | ----------------- | ----------------- | --------- | ----------------- | ---------------------------- | ---- | -------- |
| 12-10-2018 | Ер-Ріяд           | Саудівська Аравія | 0 – 2     | Бразилія          | товариський матч             | -    | 90+2'    |
| 15-10-2018 | Ер-Ріяд           | Саудівська Аравія | 1 – 1     | Ірак              | товариський матч             | -    | 75'      |
| 16-11-2018 | Ед-Даммам         | Саудівська Аравія | 1 – 0     | Ємен              | товариський матч             | 1    | 59'      |
| 20-11-2018 | Амман             | Йорданія          | 1 – 1     | Саудівська Аравія | товариський матч             | -    | 46'      |
| 31-12-2018 | Абу-Дабі          | Саудівська Аравія | 0 – 0     | Південна Корея    | товариський матч             | -    | 67'      |
| 8-1-2019   | Дубай             | Саудівська Аравія | 4 – 0     | Північна Корея    | Кубок Азії 2019 - 1-й етап   | -    | 71'      |
| 12-1-2019  | Дубай             | Ліван             | 0 – 2     | Саудівська Аравія | Кубок Азії 2019 - 1-й етап   | -    | 79'      |
| 17-1-2019  | Абу-Дабі          | Саудівська Аравія | 0 – 2     | Катар             | Кубок Азії 2019 - 1-й етап   | -    | 61'      |
| 21-1-2019  | Шарджа (місто)    | Японія            | 1 – 0     | Саудівська Аравія | Кубок Азії 2019 - 1/8 фіналу | -    | 87'      |
| 25-3-2021  | Ер-Ріяд           | Саудівська Аравія | 1 – 0     | Кувейт            | товариський матч             | -    |          |
| 5-6-2021   | Ер-Ріяд           | Саудівська Аравія | 3 – 0     | Ємен              | Відбір до ЧС 2022            | -    | 90+1'    |
| 15-6-2021  | Ер-Ріяд           | Саудівська Аравія | 3 – 0     | Узбекистан        | Відбір до ЧС 2022            | -    | 78'      |
| 7-10-2021  | Джидда            | Саудівська Аравія | 1 – 0     | Японія            | Відбір до ЧС 2022            | -    | 64'      |
| 24-3-2023  | Джидда            | Саудівська Аравія | 1 – 2     | Венесуела         | товариський матч             | -    | 46'      |
| 8-9-2023   | Ньюкасл-апон-Тайн | Саудівська Аравія | 1 – 3     | Коста-Рика        | товариський матч             | -    | 60'      |
| 12-9-2023  | Ньюкасл-апон-Тайн | Саудівська Аравія | 0 – 1     | Південна Корея    | товариський матч             | -    | 46'      |
| 17-10-2023 | Портіман          | Саудівська Аравія | 1 – 3     | Малі              | товариський матч             | -    | 64'      |
| 16-11-2023 | Ед-Даммам         | Саудівська Аравія | 4 – 0     | Пакистан          | Відбір до ЧС 2026            | 1    | 79'      |
| 19-11-2023 | Амман             | Йорданія          | 0 – 2     | Саудівська Аравія | Відбір до ЧС 2026            | -    | 56'      |
| Усього     |                   | Матчів            | 19        |                   | Голів                        | 2    |          |